# 사모라 (에콰도르)

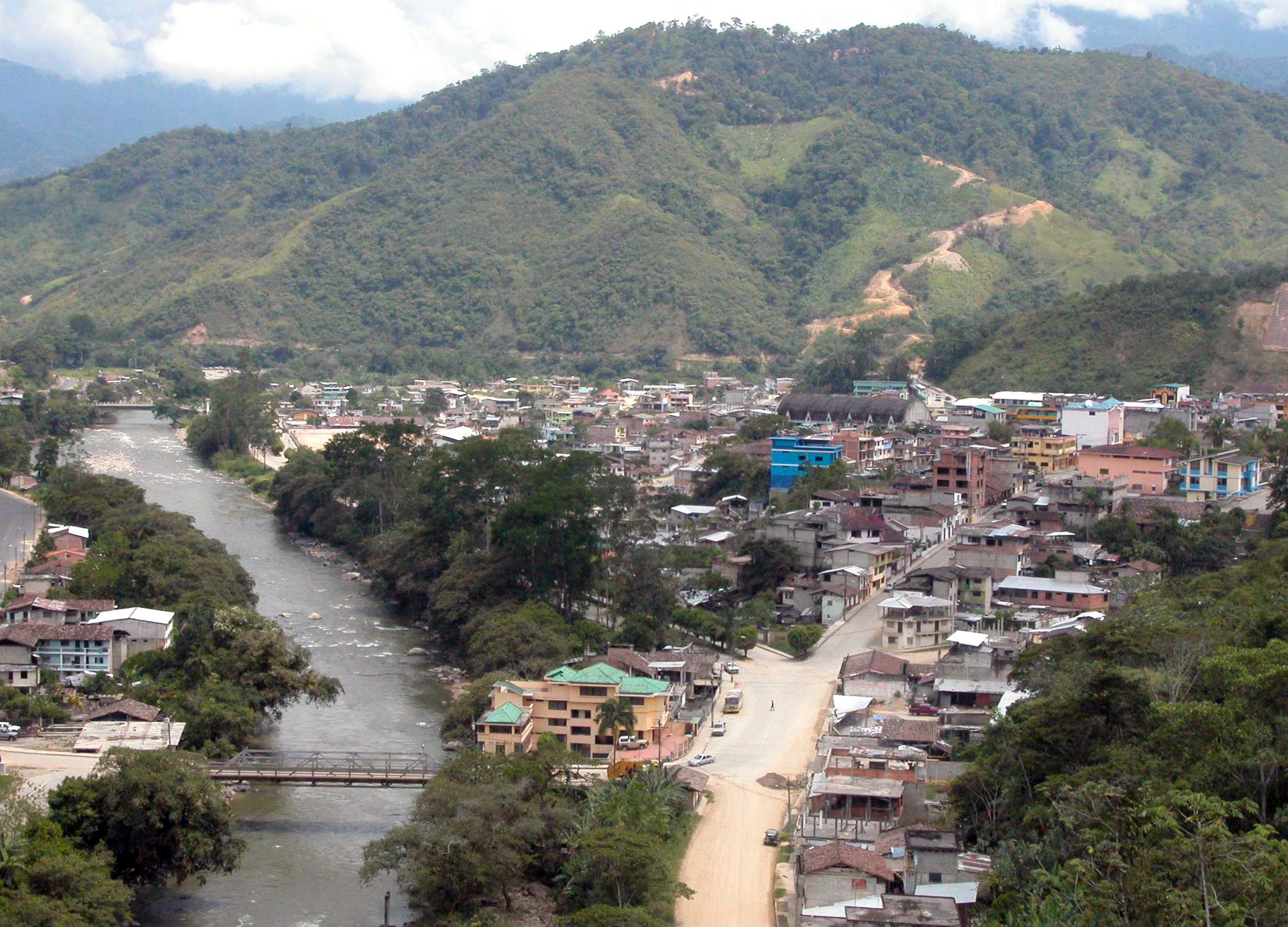

사모라(스페인어: Zamora)는 에콰도르 남동부에 위치한 도시로 사모라친치페 주의 주도이며 면적은 560.75km2, 높이는 970m, 인구는 13,387명(2010년 기준)이다.